# Gilera RC
La Gilera RC, acronimo per regolarità casa che riprende quello già usato in passato, ad esempio per la Gilera 124 5V Regolarità Casa, è una motocicletta prodotta della Gilera, in varie cilindrate e in più versioni, commercializzata dal 1989 al 1994. Se il prototipo iniziale è stato quello da 600 cm³, ne sono state prodotte anche con cilindrate minori, rispettivamente da 125 cm³ e da 50 cm³, entrambe denominate "top rally". Presentata nel 1988, fu prodotta nello stabilimento di via Cesare Battisti ad Arcore; dopo la chiusura di questo, avvenuta nel 1993, il completamento degli esemplari già assemblati a magazzino fu proseguito presso gli stabilimenti della Piaggio di Pontedera, giungendo al termine della commercializzazione del modello.

## Storia e modelli

### RC 600
La linea del motociclo venne disegnata da Luciano Marabese e dal suo studio, all'epoca collaboratori anche della casa di Arcore. Il motore della RC 600 ebbe una genesi complessa, costituendo evoluzione del bi-4 di derivazione automobilistica già montato sulle precedenti Dakota 350 (nel 1986) e Dakota 500; si trattava di un monocilindrico quattro tempi a quattro valvole per cilindro, progettato anni prima da Cesare Bossaglia e completato, dopo la morte di questi, dallo staff tecnico dell'azienda, guidato da Lucio Masut con la collaborazione di Bruno Grana e Alessandro Colombo.
Si tratta di un propulsore a 4 valvole a cinghia dentata, con raffreddamento a liquido e miscelazione a tre vie comandate da un termostato; il doppio radiatore è dotato di elettroventole. Nel 1988 sarà montato sulla XRT 350 e, in versione maggiorata a 558 cm³, sulla XRT 600. Quello per la RC600 sarà un propulsore ulteriormente modificato. Al momento della presentazione della moto, la potenza era pari a 48 CV a 7250 giri/min, generata grazie a due carburatori della giapponese Teikei Kikaki con diffusori da 28 mm - gemellati con una vaschetta sola.
Il telaio, completamente nuovo, era costituito da un monotrave sdoppiato a sezione rettangolare che inglobava il motore. Era presente un telaietto posteriore, in tubi tondi, imbullonato alla struttura principale. Le forcelle anteriori erano Marzocchi con steli da 40mm ed escursione di 240 mm all'avantreno; posteriormente, si era deciso di montare una sospensione monoammortizzatore a sistema power drive con 260 mm di escursione.
L'impianto frenante era costituito, all'anteriore, da un disco da 260 mm con pinza Brembo e al retrotreno da un disco singolo da 220 mm. I cerchi erano in alluminio, con misure rispettivamente di 1,85x21'' (anteriore) e 2,50x17'' (posteriore). Il cambio era a 5 rapporti, con ingranaggi a denti dritti.
I primi prototipi, rivestiti da una carenatura simile a quella della 125 R1 della quale utilizzava diverse parti, furono sviluppati al punto da poter avere una moto pronta per la fine del 1988, quando avvenne la presentazione del mezzo.

#### 1989-1990: le prime due versioni
i primi esemplari uscirono dalle catene di montaggio a partire dall'inizio del 1989, ed erano tutti di colore rosso.
Nel corso del 1990 la moto fu leggermente migliorata, nel tentativo di correggere alcuni difetti di gioventù, e la gamma di colori disponibili, prima limitata al solo rosso con telaio rosso, si estese al blu ed al nero, con carene montate su telaio grigio. Nella strumentazione fu incluso il contagiri, prima assente. I carburatori originali furono sostituiti con dei Teikei di nuova generazione e vennero rivisti il generatore, la fasatura dell'asse a camme di scarico ed i materiali della biella. Il prezzo su strada era di 7.985.000 lire. Venne introdotta anche una versione cosiddetta "pronto gara", privata dell'avviamento elettrico.

#### 1991-1993: RC 600-C (cobra), RC-R
La versione del 1990 fu prodotta in pochi esemplari perché già nel corso dell'anno la Gilera annunciò un restyling del modello e, complice la disponibilità di molti pezzi della versione 1989, la domanda dei consumatori scese nell'attesa della presentazione della gamma 1991. E, nel 1991, Gilera cessò la produzione la RC600 del primo tipo (solo rossa), e del secondo tipo (rossa, blu e nera), per differenziare il modello in due varianti. La prima variante, denominata RC 600-C (Cobra), era concepita per l'uso più amatoriale; l'altra, RC600-R, maggiormente pensata per un utilizzo fuoristrada. Il telaio della C (Cobra) fu ampiamente ridisegnato per questa funzionalità turistica, con l'aggiunta di nuove forcelle Kayaba da 43 mm; il motore fu dotato di carburatori da 30 mm; la struttura era in generale più avvolgente e snella rispetto alla RC del 1989/1990. Al contrario, la R aveva forcelle con estensione da 46mm e il cerchio posteriore sarebbe divenuto da 18, anziché dai 17 della RC e della C. rinforzato anche il telaio, in vista dell'utilizzo più stressante per cui era inteso.

#### Nordwest 600/350
Nello stesso anno, cercando di intercettare la nascente moda delle supermotard stradali, su progetto sviluppato dal 1990 da Federico Martini, allora direttore tecnico Gilera, e dal responsabile allo sviluppo Romolo Ciancamerla. A causa delle limitazioni finanziarie, la moto fu creata utilizzando i pezzi già presenti in casa: era infatti identica alla Cobra per motore, telaio, forcellone e gran parte delle plastiche (salvo il gruppo ottico trapezoidale, già montato sulle RC per il mercato francese, mentre il parafango era ripreso dalla 125 SP02, così come le pinze dei freni, mentre differente era il resto dell'impianto frenante. La forcella a steli rovesciati era quella progettata ed acquistata per un altro modello dell'azienda, denominata Saturno 500. Solo i cerchi - che avevano misure inedite (da 3,50''-17'' e 4''-17'') erano prodotti ex novo dalla Grimeca, specifici per il modello. La Nordwest venne presentata nel dicembre del 1992 anche nella versione da 350 cm³.
Sia la RC-R che la RC-C e la Nordwest avrebbero subito diverse modifiche meccaniche e grafiche negli anni successivi. Nel dettaglio, per il catalogo 1992 la Cobra si giovò di nuove grafiche, mentre nel 1994 ne fu presentata l'ultima versione, per smaltire gli esemplari rimasti, con estetica ulteriormente rinnovata grazie a diversi adesivi e ad alcune innovazioni meccaniche che permisero al motore di erogare 53 CV. L'avviamento a pedale fu definitivamente eliminato. Nel 1992, la RC-R sarebbe stata dotata dell'avviamento elettrico. La Nordwest sarebbe stata variata l'ultima volta nel 1993 con un'ulteriore, ultima, gamma di colori.

### RC125

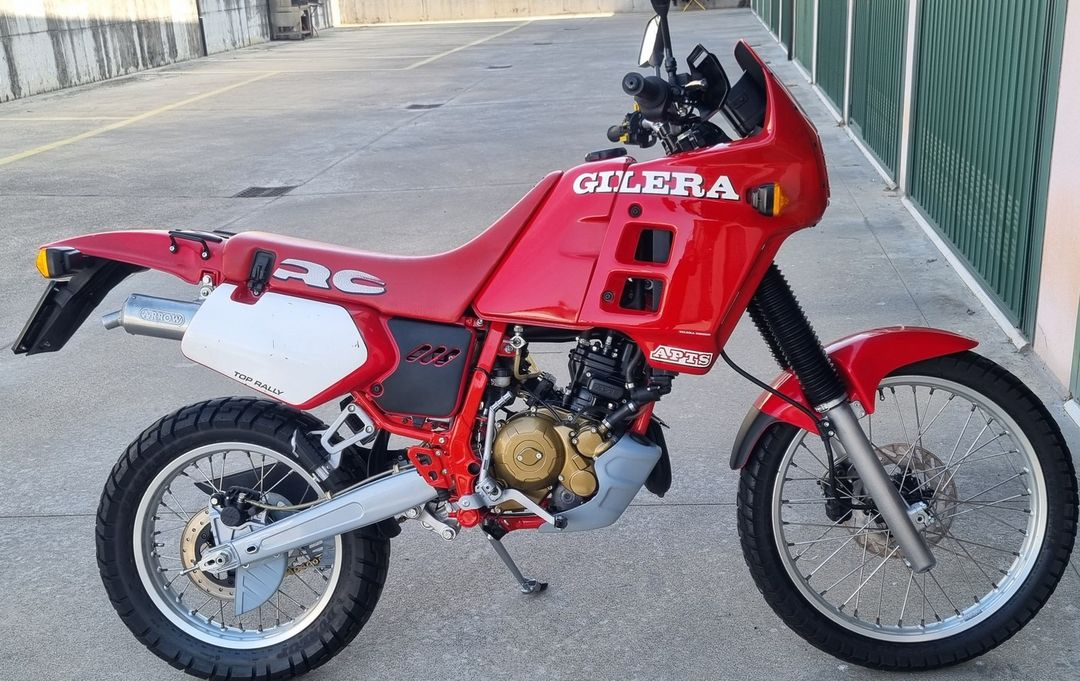
Gilera RC 125

In quegli anni la Gilera, al pari delle altre case motociclistiche, era particolarmente attiva nel settore delle ottavo di litro, conducibili dai sedicenni con la patente A e la categoria enduro non costituiva eccezione alle continue proposte di nuovi modelli. Dopo una serie di moto, fra le quali la RC Rally 125 presentata al Motor Show di Bologna del 1986 e la R1, alla fine del 1988 Gilera presentò la RC125 "Top Rally". Spinta da un propulsore monociclindrico da 31.5 CV( circa 30cv alla ruota) erogati a 10.300 giri era costruita attorno ad un telaio in acciaio, era dotata di avviamento elettrico oltre che a pedale e aveva ruota posteriore da 17 pollici sostituita, nella successiva versione RC125R, da una di 18 pollici.

### La RC50
Nel 1989, presentando la gamma per il 1990, la Gilera lanciò sul mercato anche una RC a 50 cm³ di cilindrata, che sarebbe rimasta in produzione alcuni anni. La moto aveva telaio monotrave a doppia culla, con monoartizzatore idraulico a gas per il posteriore e raffreddamento a liquido. L'impianto frenante era dotato di un disco forato da 240 mm anteriore e 220 mm posteriore. Il motore era un monocilindrico a due tempi da 49.93 cm³.

## Trasferimento a Pontedera e fine della commercializzazione
Nel 1993 con la cessazione dell'operatività dello stabilimento di Arcore, gli stabilimenti di via Cesare Battisti 66, incluse le sue varie divisioni, furono abbandonate. Di conseguenza, a parte le divisioni progettuali e commerciali, fuse con Piaggio, tutte le produzioni in corso vennero terminate. Considerando la vetustà di alcuni progetti ormai considerati al termine del proprio ciclo vitale (fra i quali quello di RC), non vennero trasferite in Toscana le apparecchiature delle catene di montaggio bensì solamente gli esemplari di moto completi o semicompleti, ma non più bisognosi di fasi dell'assemblaggio; in tal modo, la RC continuò ad essere distribuita e commercializzata, ancora per qualche tempo, dallo stabilimento Piaggio di Pontedera semplicemente completando gli esemplari oramai presenti in magazzino, fino al loro esaurimento.
Con la cessazione della produzione, non sono stati prodotti neppure, da parte dei fornitori, ulteriori ricambi. Ignota è stata la sorte di gran parte della ricambistica all'epoca a magazzino, presumibilmente alienata in blocco o demolita. Alcuni modelli di RC sono ad oggi conservati e custoditi - visibili al pubblico - presso il museo Piaggio, e saltuariamente esposti.

## Partecipazioni sportive
La RC ha preso parte a diverse competizioni fra le quali il Rally dei Faraoni, dove conquista il successo assoluto nel 1992, e la Paris Dakar. In questa gara, nell'edizione del 1990 la Gilera RC debuttò nella classe silhouette, piazzandosi all'8º posto assoluto con il pilota Luigino Medardo. Nell'edizione del 1991, la stessa moto in versione evoluta conquistò 3 vittorie di tappa nella classe prototipi, piazzandosi al 7º e 9º posto con i piloti Luigino Medardo e Roberto Mandelli.
Con una versione modificata e maggiorata a 750 cm³, la Gilera partecipò anche alla gara dell'edizione del 1992 senza ottenere però alcun risultato. Con la versione precedente ottenne l'8º posto con lo spagnolo Carlos Sotelo. Il modello viene quindi ritirato dalle competizioni.